# Cedarburg
Cedarburg ist eine Stadt am Ufer des Michigansees im Ozaukee County im Südosten des US-amerikanischen Bundesstaates Wisconsin. Das U.S. Census Bureau ermittelte bei der Volkszählung 2020 eine Einwohnerzahl von 12.121. 
Cedarburg ist Bestandteil der Metropolregion Milwaukee.
Besonders bekannt ist die Stadt für ihren historischen Stadtkern, der seit dem 19. Jahrhundert nicht verändert wurde, sowie für Wein- und Käseherstellung.

## Geschichte
In den frühen 1840er Jahren ließen sich als erste Siedler Einwanderer aus Deutschland und Irland am Fluss Cedar Creek in der Gegend des späteren Cedarburg nieder. 1844 wurde die erste Getreidemühle errichtet. Weitere Mühlen wurden in den Folgejahren entlang des Flusses errichtet und mit dem Anschluss an die Eisenbahn im Jahr 1870 wuchs die Stadt weiter. 1885 hatte sie 1500 Einwohner und wurde dem Ozaukee County eingegliedert.
Mitte der 1980er Jahre wurde ein Teil der Downtown von Cedarburg mit mehr als 100 historischen Gebäuden in das National Register of Historic Places eingetragen.

## Sonstiges
2000 und 2001 war Cedarburg unter anderem Drehort für den Film Novocaine – Zahn um Zahn. Die Cedarburg High School unterhält einen Schulaustausch mit dem Helmholtz-Gymnasium Hilden in der gleichnamigen Stadt Hilden bei Düsseldorf im Rheinland.